# 塔尔捷
塔尔捷（法語：Tartiers，法語發音：[taʁtje]）是法国上法兰西大区埃纳省的一个市镇，位于该省西部略偏南，属于苏瓦松区。

## 地理
塔尔捷（49°25'59"N, 3°14'20"E）面积8.89 平方千米，位于法国上法蘭西大區埃纳省，该省份为法国北部内陆省份，北起北部省，西接索姆省和瓦兹省，东临阿登省和马恩省，西南至塞纳-马恩省，东北部与比利时接壤。
与塔尔捷接壤的市镇（或旧市镇、城区）包括：比约克西、屈西昂纳尔蒙、埃帕尼、丰特努瓦、莫尔桑、努夫龙-万格雷、韦扎波南。

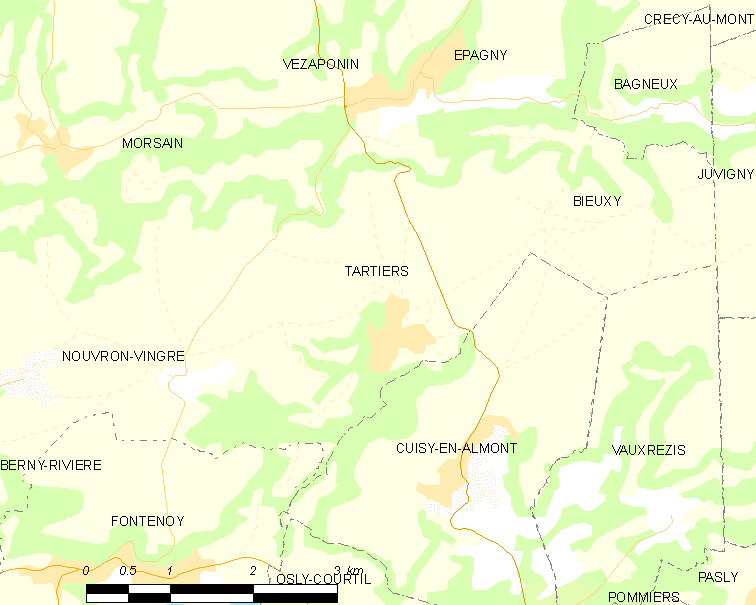
塔尔捷的OSM定位图

塔尔捷的时区为UTC+01:00、UTC+02:00（夏令时）。

## 行政
塔尔捷的邮政编码为02290，INSEE市镇编码为02736。

## 政治
塔尔捷所属的省级选区为埃纳河畔维克县。

## 人口

1962-2008年间塔尔捷人口变化图示

塔尔捷于2022年1月1日时的人口数量为165人。